# Vergoignan
Vergoignan är en kommun i departementet Gers i regionen Occitanien i sydvästra Frankrike. Kommunen ligger i kantonen Riscle som tillhör arrondissementet Mirande. År 2022 hade Vergoignan 316 invånare.

## Befolkningsutveckling
Antalet invånare i kommunen Vergoignan
Referens:INSEE